# 決斷
決斷（英語：judgment）是描述領導人在面對困難處境時，針對人、策略與危機等三大範疇所做出的決策過程。通常在每個範疇中，領導人的決斷流程都經歷三個階段：準備、決斷、執行，在這三個過程中需要仰賴來自自我、人脈、組織以及利害關係人的知識。決斷與決策不同，關於決策大多數的學術討論都止於領導者做出決定的那一刻，而決斷的含意比決策要廣，它不只需要針對正確的問題提出正確的解決方案，也必須交出好結果。領導人的所作所為中，最重要的一件事是做出好決斷

## 決斷架構
每一個決策流程都會與條件交換有關，事實上決策就是以犧牲小部分的事，來成全利益較大的另一部份為主。決斷為一個隨著時間開展的流程，因為決斷是由一些事件構成的複雜流程，並不是在某個時間點的單一事件，除了需視情況做彈性調整外，主要可以分成以下三大階段：

### 準備階段
首先，察覺和確認有必要做決斷，這是分別在三大範疇中都相當困難的步驟。針對人事決斷來說，是「什麼時候發生」，而不是「會不會發生」，因為從小到犯錯不適任的員工去留，直到最高職位的任期屆滿離開等，都會是需要做出決斷的事情，如果領導者不對團隊中的人員做出聰明的決斷，那就沒辦法為企業訂定良好的方向與策略，也不能有效因應危機。至於策略決斷，綜觀全局和及早確認有必要的決斷是關鍵任務，好的策略決斷通常必須在需求過時之前很早就開始著手進行，領導者得有能力從不重要的訊號中區別出重要的訊號，也得有勇氣挺身而出，相信某件事情的確是危機。再者，定義與表述決斷，定義可以驅動整個流程，然後給它們一個名稱，可以敦促部屬以建設性的方式思考問題。最後，動員正確的人員和齊心協力，找來對團隊有貢獻並能在正確時刻發揮所長的人才，同時排除其他人的影響是非做不可的一件事，而領導人常犯的嚴重錯誤是輕忽抗拒者和野心勃勃的陰謀者的力量，務必時時把反對勢力放在心上，管理好組織的政治面。

### 決斷階段
到了某個時間點，領導者會根據他對決策的時程，以及相關資訊和參與是否已經足夠等看法做出決斷，決斷的成敗不是由決斷的理由是否充分來論定，而是以其導致的結果來決定，但這並不表示領導者必須在一開始就做出正確的決策，而是可以重回先前的階段去修正錯誤，也稱為「重做迴路」，領導者必須要擁有超越分析「事實」層次的能力，也就是更深層的認知，才能辦到。大部分人犯下的錯誤是太過短視，危機爆發時，時間壓力很大，但是速下猛藥會用光資源，也經常對邁向終極目標缺乏助益。遲遲不做決定也是另外一個顯而易見的錯誤。

### 執行階段
包熙迪在《執行力》一書中說：「如果什麼事都沒發生，光是空想一點用也沒有。太多人像無頭蒼蠅般瞎忙，什麼事也辦不成。」執行力是實踐好決斷極其要緊的部分，好決斷的唯一標記是長期的成功，一旦清楚明白的做下決斷，資源、人力、資訊、資本和技術就必須動員起來去支持它。領導者必須持續帶領組織學習和調整，有時可以在執行階段急遽改變最後的結果。決斷做得好，其他重要的事情便不多。決斷做不好，其他事情便無關緊要了。

## 決斷特色

### 可傳授觀點
領導者在不斷變動的環境中改造組織保持成功的方法之一，是他們會花時間和心血發展「可傳授觀點」，也就是敘述性的故事大綱，它能讓領導者善用儲存在腦海中的寶貴知識與經驗教導別人，激勵和幫助他人做出明確、果斷的決定，而它在引導領導人本身的決策和行為上，也扮演同等重要的角色。可傳授觀點有四個要素：理念、價值、情感動力、膽識，也就是一個會提及「我們在哪裡？面對什麼？」、「我們要往哪裡去？想要達成什麼？」以及「我們要如何到達那裡？」的故事大綱。而好的決斷可以把故事推展得更遠，壞的決斷破壞和阻撓故事。

### 品格與勇氣
想做出好決斷，需要具備兩個根本特質：品格和勇氣。有品格是指持有價值觀，也就是心裡有一個道德羅盤，就一個人將做什麼事和不做什麼事定下明確的參數。品格是指懂得明辨是非，而且早在面對困難的決斷之前便已瞭然於胸。品格也是將組織或社會更大的利益置於私利之前，它把「什麼事情是對的」放在心上，不是看「誰是對的」，好決斷需要根據好價值。另外，有勇氣依照自己的標準採取行動，是做出好決斷不可或缺的要素。《呂氏春秋·決勝》：「勇則能決斷，能決斷則能若雷電飄風暴雨」，也是強調勇氣對於決斷的關鍵性。

### 賽局理論
一般而言，人類決策通常不會依循邏輯的方式進行，但是決策畢竟不可能憑空完成，就如同物理學對於力學提供解釋的方向，一般原則模式則提供了決策流程方面的建議，但這幾種模式並不代表整個世界的運作。賽局理論便是一種一般原則模式的決策研究，最主要的假設便是參與者在考量了別的參賽者可能採取的行為後，再決定自己所應採取的對應方式。同樣的，在決策過程中也應表列所有的條件，列出每一個事件發生的機率，以及所可能導致的結果有哪些。於是，整個決策的產出結果將不僅受限於單一參與者的行為，也有可能因為不同參與者的行為而造成決策的產出有所變動。但是賽局理論並沒有把「什麼樣的訊息也該包含在選擇條件之內」及「每個參與者之間的互相影響為何」等因素納入考量。

## 範疇

### 策略決斷
1960年代的「科學管理」學派主張三個步驟，觀察環境中的威脅和機會，觀察內部強項和弱點，推出會贏的產品和服務。這種理性方法沒有考慮人類的侷限性，例如人的心智裝不下複雜的事物、計算機率的能力很差、學習慢容易犯下相同錯誤、容易受到情緒的干擾。良好的策略思考融合了邏輯和感覺，它需要領導人運用理智去定義問題和答案，也需要讓人感動，去動員其他人起而執行。而「綜合掃描模式」主張兩組決斷：對組織的基本政策和方向做出廣泛的基本選擇，漸進式的策略決斷用以執行和詳述故事大綱。理性學派總抱持十分樂觀的態度，以為我們能夠學到需要知道的一切事情，綜合掃描則是見機而作的調適性策略，承認我們在做真正理性的決策時，只能瞭解需要知道的一小部分事情。

### 危機決斷
在危機階段做出好決斷，其實程序和在壓力較小的情境中做決斷相同，也包括準備、決斷、執行等階段。但是準備階段需要在危機之前就做好，如果有預先存在的可傳授觀點，而且以未來的故事大綱為平台，做出成功決斷的可能性便會大大提高，因此危機決斷和人事、策略決斷比起來更容易因可傳授觀點而決定成敗。危機會影響做事時機的掌握，出乎意料的事情會製造混亂，而處理這種無法控制局面的好方法是試著離開混亂一段距離，因為混亂給你的是機會去做以其他任何方式都沒辦法做的事情，然而人總是將心思集中在所處的劣勢上。如果領導者在人事和策略這兩個十分關鍵的領域做出好決斷，發生危機的可能性就會減低。不少高風險但低發生率的事件在決策上都有評估的盲點，所以若沒有遇到類似事件是很難懂得自我保護，但一旦事件發生之後，卻又矯枉過正的放大自我保護色彩。

## 組織知識
人在組織中的角色通常反應在其觀點上，因為角色會決定可取得的資訊、優先順序、聽取的意見和時間分配。任何一個成功的決斷流程都必須要能夠讓領導者獲取來自組織不同階層與職務的多元觀點。而大多數的決斷不會只由一個人來執行，決斷若要導致策略的調整或人員的改變，就需要仰賴眾人的執行與支持。領導人必須積極創造機會與不同的新團體進行互動，以拓展自己的視野與人際關係範疇。

## 延伸閱讀
- 諾爾·提區；華倫·班尼斯. . 臺北市: 天下遠見. 2008-02. ISBN 9789862160725.
- 賴利·包熙迪；瑞姆·夏藍. . 臺北市: 天下遠見. 2003-01. ISBN 9864170872.
- Hoch, Stephen; Kunreuther, Howard. . 臺北市: 商周出版. 2004. ISBN 9861242317.